# بزرگراه خلیج فارس (شیراز)
بزرگراه خلیج فارس یکی از بزرگراه‌های ورودی و خروجی شهر شیراز در شرق این شهر است که از میدان گلسرخ شروع شده و پس از طی کردن چقا، احمدآباد، وزیرآباد و پل خلیج فارس به پل فسا ختم می‌شود. چند کیلومتر از این بزرگراه از کنار فرودگاه شهید دستغیب عبور می‌کند.این بزرگراه زیرنظر منطقه ۷ شهرداری شیراز محسوب میشود.

## عریض کردن و زیباسازی بزرگراه
شهرداری شیراز چند سالی است که در حال چهار بانده کردن این بزرگراه است. این عملیات عمرانی قرار است طی چند فاز اجرا شود هم‌اکنون از پل خلیج فارس تا یک کیلومتر بعد از آن چهاربانده است همچنین قرار است حاشیه این بزرگراه پارک‌های حاشیه ای ساخته شود، هم‌اکنون شهرداری در حال اجرای این پروژه هست.

## بالا بودن سطح آب‌های زیرزمینی
مکان جغرافیایی این بزرگراه به خاطر نزدیکی به پست‌ترین نقطهٔ نزدیک به شیراز یعنی دریاچه مهارلو باعث شده آب‌های زیر زمینی به سطح زمین نزدیک باشند برای همین آسیب به آسفالت این بزرگراه را در پی دارد بنابراین شهرداری شیراز از سال ۹۸ تصمیم گرفت برای حل این مشکل از یک روش پیشرفته استفاده کند